# Lars Onsager
Lars Onsager (27. listopadu 1903 Kristiania, Norsko – 5. října 1976 Coral Gables, Florida, USA) byl norský fyzikální chemik. V roce 1925 vystudoval Norský technický institut a o tři roky později se přestěhoval do Spojených států amerických, kde pracoval na Johns Hopkins University. Vystudoval Yaleovu univerzitu. V roce 1958 získal Lorentzovu medaili a v roce 1968 Nobelovu cenu za chemii.